# Dippach (Thuringe)
Pour les articles homonymes, voir Dippach.
Dippach est une municipalité allemande du land de Thuringe, dans larrondissement de Wartburg, au centre de l’Allemagne.